# IC 3090
IC 3090 — галактика типу *2 (подвійна зірка) у сузір'ї Діва.
Цей об'єкт міститься в оригінальній редакції індексного каталогу.